# 出羽の里
出羽の里（でわのさと）は、2004年（平成16年）に山形県で育成されたイネ（稲）の品種。「出羽燦々」を花粉親、「吟吹雪」を種子親とする交配によって育成された酒米の一つ。山形県の2017年（平成29年）産醸造用米の選択銘柄。酒米としての2022年の生産量は17位。
「美山錦」「出羽燦々」が多数を占める山形県の醸造用米に多様性を加えることと、耐冷性の強い品種を目指して育成された。2016年（平成28年）産の山形県における醸造用米の作付面積の11.1%を占め、「出羽燦々」「美山錦」に次ぐ3位となっている。品種名は、「出羽燦々」からの「出羽」と、酒米の里づくりを表している。
熟期は中生の晩。耐倒伏性は中で、耐冷性は極強。耐病性はやや強である。千粒重は25.9gと大粒で、心白発現率も高いが、心白が大きいため高精米には向かない。